# Museo diocesano (Gallipoli)
Il Museo diocesano - Sezione di Gallipoli, intitolato a "Mons. Vittorio Fusco", si trova in Gallipoli, ed è uno dei musei diocesani appartenenti alla Diocesi di Nardò-Gallipoli, insieme al Museo Diocesano di Nardò, intitolato invece a Mons. Aldo Garzia.

## Descrizione
Il museo diocesano è stato inaugurato ufficialmente il 12 luglio 2004 su iniziativa della Conferenza Episcopale Italiana, della Diocesi di Nardò-Gallipoli e della comunità della Basilica Concattedrale di Sant'Agata di Gallipoli, con il contributo dell'Unione europea e della Regione Puglia. L'idea di dare origine ad un museo diocesano fu dell'allora vescovo Aldo Garzia e fu elaborata dai suoi successori.
L'imponente architettura si trova nel centro storico di Gallipoli nel punto più importante del borgo antico.
Il museo occupa i locali dell'antico palazzo del Seminario di Gallipoli adiacente alla Basilica Concattedrale, edificato a partire dal 1750; la struttura ha conservato sostanzialmente l'aspetto originario e, con le numerose decorazioni barocche, si articola in tre piani ricoprendo una superficie di 900 metri quadri.
Raccoglie 553 manufatti, argenterie, oreficerie liturgighe, paramenti, mitrie, pastorali, croci pettorali, numerosissimi ritratti, campane in bronzo, gli stemmi dipinti su ceramica di tutti i vescovi della diocesi gallipolitana, opere di Gian Domenico Catalano: opere provenienti dalla cattedrale, dalla curia e dal palazzo vescovile. L'antica cappella al primo piano ospita le due statue di argento e d'oro dei protettori Sant'Agata e San Sebastiano fusi a Napoli in origine di proprietà del comune. La statua di Sant'Agata (patrona della Diocesi, della città, nonché titolare della Basilica) “ … a 10 giugno 1760 fu portato a Gallipoli sopra gli sciabecchi e foe fatto a spese e devozione di mons. Serafino Brancone e foe consegnato al Vicario Generale d. Carlo Zaccaria". Sono custoditi inoltre il baldacchino di S.E.R. Mons. Oronzo Filomarini, paramenti sacri preziosi e la copia cinquecentesca della Sacra Sindone. Essa fu donata dal Vescovo Sebastiano Quintiero Ortiz e fu realizzata a contatto diretto con l'originale di Torino. Oltre alla rarissima Sacra Sindone  è custodita una reliquia di argento con un pezzo della Croce di Cristo con lo stemma del Vescovo Alessio Zelodano.

## Archivio della Curia di Gallipoli
Attiguo al Museo Diocesano e all'interno dei locali della Basilica Concattedrale di Gallipoli, vi è l'archivio dell'antica curia gallipolina, composto da circa 4 310 unità archivistiche. Esso conserva archivi e fonti storiche risalenti al Cinquecento, oltre a documenti contemporanei. Non è pervenuto nessun documento precedente al 1500, poiché tutto fu distrutto dai Veneziani nella storica battaglia del 1484.
L'archivio comprende manoscritti relativi a:
- Visite pastorali
- Sinodi diocesani
- Vescovi
- Scomuniche
- Processi penali
- Matrimoni
- Atti di curia
- Parrocchie
- Confraternite e Monasteri
- Sacre ordinazioni
- Patrimoni
- Benefici
- Oratori privati